# Сибић
Сибић је насељено место у саставу града Петриње, у Банији, Република Хрватска.

## Историја
Сибић се од распада Југославије до августа 1995. године налазио у Републици Српској Крајини.

## Становништво
Насеље је према попису становништва из 2011. године имало 67 становника.
| Националност       | 1991.      |
| Хрвати             | 127 (100%) |
| Срби               | 0          |
| Југословени        | 0          |
| остали и непознато | 0          |
| Укупно             | 127        |